# Radio Mitre
Radio Mitre es una estación de radio de Argentina que transmite desde la Ciudad Autónoma de Buenos Aires.
Es considerada -junto a Radio Splendid (La 990), Radio Municipal, Radio Rivadavia, Radio El Mundo y Radio Nacional- una emisora clave en la historia de la radio argentina, dentro de las que aún permanecen vigentes. En la actualidad es la emisora AM de mayor audiencia con el 32.9% de audiencia de lunes a domingos.

## Historia
Fue inaugurada el 6 de noviembre de 1925 en el barrio de Flores, aunque había empezado a transmitir el 16 de agosto de ese año como LOZ Broadcasting, señal que luego, el 2 de febrero de 1928, fue asignada a S.A. La Nación, de Emilio Mitre. Años más tarde su indicativo cambió de LOZ a LR6. 
Tras haber sido nacionalizada e intervenida durante más de 30 años, la emisora fue adjudicada por el Estado a Radio Cultura S.A. (luego Radio Mitre S.A.) en 1983.[cita requerida]
Ya en 1984 se estableció en el edificio que hoy ocupa.[cita requerida] Y en 1992 fue adquirida por sus actuales propietarios, mediante la compra de la antes mencionada sociedad licenciataria.[cita requerida]
El 16 de agosto de 2025 celebró su centenario de vida.

## Programación
Su grilla se compone de programas periodísticos, magacines y programas musicales. Actualmente, Jorge Porta es el Gerente de Programación.
También cuenta con su propio servicio de noticias (Mitre Informa Primero) y con transmisiones de fútbol.